# Saint-Laurent-de-Mure
Pour les articles homonymes, voir Saint-Laurent.
Saint-Laurent-de-Mure est une commune française, située dans le département du Rhône en région Auvergne-Rhône-Alpes. Elle fait partie des communes dites de l'Est lyonnais. Elle était jusque 1967 dans le département d'Isère.

## Géographie

### Communes limitrophes
| Saint-Bonnet-de-Mure     | Colombier-Saugnieu       | Colombier-Saugnieu       |
| Saint-Bonnet-de-Mure     | Saint-Laurent-de-Mure    | Satolas-et-Bonce (Isère) |
| Saint-Pierre-de-Chandieu | Saint-Pierre-de-Chandieu | Grenay (Isère)           |

### Climat
Pour des articles plus généraux, voir Climat d'Auvergne-Rhône-Alpes et Climat du Rhône.
En 2010, le climat de la commune est de type climat océanique altéré, selon une étude du Centre national de la recherche scientifique s'appuyant sur une série de données couvrant la période 1971-2000. En 2020, Météo-France publie une typologie des climats de la France métropolitaine dans laquelle la commune est dans une zone de transition entre le climat semi-continental et le climat de montagne et est dans la région climatique  Bourgogne, vallée de la Saône, caractérisée par un bon ensoleillement (1 900 h/an), un été chaud (18,5 °C), un air sec au printemps et en été et des vents faibles. 
Pour la période 1971-2000, la température annuelle moyenne est de 11,7 °C, avec une amplitude thermique annuelle de 18 °C. Le cumul annuel moyen de précipitations est de 924 mm, avec 9,6 jours de précipitations en janvier et 6,7 jours en juillet. Pour la période 1991-2020, la température moyenne annuelle observée sur la station météorologique de Météo-France la plus proche, « Lyon-Saint-Exupery », sur la commune de Colombier-Saugnieu à 6 km à vol d'oiseau, est de 12,8 °C et le cumul annuel moyen de précipitations est de 862,5 mm,. Pour l'avenir, les paramètres climatiques de la commune estimés pour 2050 selon différents scénarios d'émission de gaz à effet de serre sont consultables sur un site dédié publié par Météo-France en novembre 2022.
| Mois                                  | jan.             | fév.             | mars            | avril         | mai             | juin          | jui.           | août           | sep.           | oct.            | nov.            | déc.             | année      |
| ------------------------------------- | ---------------- | ---------------- | --------------- | ------------- | --------------- | ------------- | -------------- | -------------- | -------------- | --------------- | --------------- | ---------------- | ---------- |
| Température minimale moyenne (°C)     | 1,1              | 1,4              | 4,3             | 7,3           | 11,2            | 14,8          | 16,7           | 16,5           | 12,8           | 9,6             | 4,8             | 1,9              | 8,5        |
| Température moyenne (°C)              | 3,9              | 4,9              | 8,8             | 12,1          | 16,1            | 19,9          | 22,1           | 21,9           | 17,7           | 13,5            | 7,9             | 4,6              | 12,8       |
| Température maximale moyenne (°C)     | 6,6              | 8,4              | 13,4            | 16,9          | 20,9            | 25            | 27,5           | 27,3           | 22,5           | 17,3            | 11              | 7,2              | 17         |
| Record de froid (°C) date du record   | −20,3 07.01.1985 | −12,9 11.02.1986 | −9,6 01.03.05   | −3 08.04.03   | −0,2 01.05.1976 | 4 04.06.1984  | 6,6 22.07.1980 | 5,1 30.08.1986 | 1,7 22.09.1977 | −3,7 31.10.1997 | −8,1 27.11.1989 | −12,7 10.12.1980 | −20,3 1985 |
| Record de chaleur (°C) date du record | 20,4 10.01.15    | 22,4 24.02.1990  | 26,1 22.03.1990 | 28,8 30.04.05 | 33,9 24.05.09   | 38,1 22.06.03 | 39,4 24.07.19  | 39,9 24.08.23  | 34,2 10.09.23  | 30,3 09.10.23   | 22,4 08.11.15   | 20,1 18.12.1989  | 39,9 2023  |
| Ensoleillement (h)                    | 727              | 993              | 1 678           | 1 826         | 2 165           | 2 515         | 2 786          | 2 469          | 186            | 1 235           | 717             | 504              | 19 473     |
| Précipitations (mm)                   | 55               | 46,9             | 54,1            | 72,4          | 82,7            | 70,7          | 67,4           | 70,6           | 86,6           | 101             | 92,1            | 63               | 862,5      |

## Urbanisme

### Typologie
Au 1er janvier 2024, Saint-Laurent-de-Mure est catégorisée centre urbain intermédiaire, selon la nouvelle grille communale de densité à sept niveaux définie par l'Insee en 2022.
Elle appartient à l'unité urbaine de Saint-Laurent-de-Mure, une agglomération intra-départementale regroupant deux  communes, dont elle est une commune de la banlieue,,. Par ailleurs la commune fait partie de l'aire d'attraction de Lyon, dont elle est une commune de la couronne,. Cette aire, qui regroupe 397 communes, est catégorisée dans les aires de 700 000 habitants ou plus (hors Paris),.

### Occupation des sols
L'occupation des sols de la commune, telle qu'elle ressort de la base de données européenne d’occupation biophysique des sols Corine Land Cover (CLC), est marquée par l'importance des territoires agricoles (67,8 % en 2018), en diminution par rapport à 1990 (76,5 %). La répartition détaillée en 2018 est la suivante : 
terres arables (41 %), zones agricoles hétérogènes (26,8 %), zones urbanisées (13,7 %), zones industrielles ou commerciales et réseaux de communication (10,3 %), mines, décharges et chantiers (5,6 %), espaces verts artificialisés, non agricoles (1,4 %), forêts (1,1 %). L'évolution de l’occupation des sols de la commune et de ses infrastructures peut être observée sur les différentes représentations cartographiques du territoire : la carte de Cassini (XVIIIe siècle), la carte d'état-major (1820-1866) et les cartes ou photos aériennes de l'IGN pour la période actuelle (1950 à aujourd'hui).

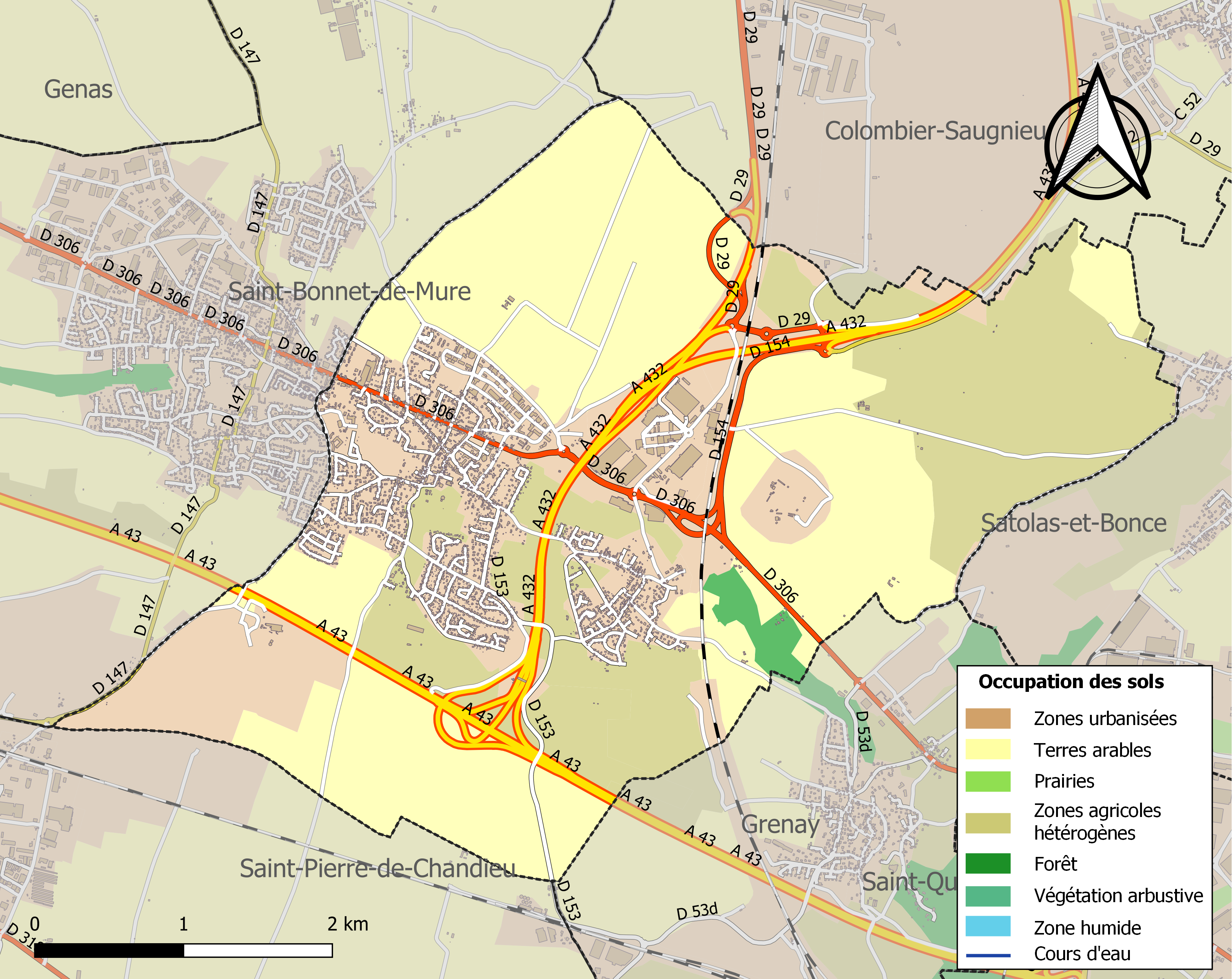
Carte des infrastructures et de l'occupation des sols de la commune en 2018 (CLC).

## Toponymie
Le nom de la commune honore un saint assez répandu : Laurent de Rome serait né vers 210 ou 220 à Huesca, en Aragon, Espagne. Il est mort martyr sur un gril.  Concernant Mure, on peut noter la présence d'un "les muriers" dans la plaine de l'autre coté de la voie de chemin de fer sur une commune voisine, ainsi que la forte activité autour de la soie et donc des muriers dans la région, mais l'origine est ailleurs. La racine Mur se retrouve aussi liée parfois à des lieux élevés près des Alpes, mais la situation de cette moraine n'est pas suffisante. Mure est surtout le nom du quartier de Saint Bonnet qui borde de St Laurent. Sur les cartes anciennes, Saint Laurent , Mure et le monastère de Poulieu figurent séparément, St Bonnet étant absent.
L’étymologie remonte à une locution adverbiale " ad muros " et au terme " Murus " qui désigne une fortification préromaine ou gallo-romaine.
Micro toponymie :
- bois Berlioz : le Berlioz en patois dauphinois désigne une colline ou la maison forte qui y est installée. Mot introduit par les mercenaires allemands  appelés à l'aide par l’évêque Isarne contre les maures[16]: de berglein, petite colline. Un autre auteur plus récent et peut être plus fiable parle de Cressonière, lieu où pousse la berle ou ache d´eau (Berula sp.), cresson de	fontaine, latin berula, gaulois berula, celtique *berura, 	ou dérivé du franco-provençal berlo, vieux français berle,	« rejeton, rameau, tige », du gallo-roman verulum[17]. Mais le lieu est une colline et ne peut convenir à cette plante.
- La Verchère signale un terrain donné en dot. (section E des Catelines)
- Le mollard, dans la même zone est le nom traditionnel des collines en patois dauphinois
- les plâtres : signalerait un four à gypse

## Histoire
La commune porte les traces d'une occupation dès le néolithique comme en témoigne la pierre à cupule du bois du Recou.
On y trouve les ruines d'un château delphinal dont le vestige principal subsiste dans la ferme des Escoffier et dont les murs d'enceinte subsistent ici ou là dans l'ancien village.
Ce serait en 984 qu'apparaît la mention de Saint-Laurent-de-Mure sur le cartulaire lyonnais dénombrant les possessions de l'église métropolitaine de Lyon. Pendant très longtemps la paroisse dépend de la puissante abbaye bénédictine d'Ainay.
Le château de Saint-Laurent autrefois propriété des barons de Jerphanion, barons d'empire, dont certains descendants font partie des meilleurs joailliers de France, rue de La République, à Lyon, avait la particularité d'avoir des égouts à hauteur d'enfants, permettant à ceux du village de régulièrement s'y introduire. 
On trouve également à Saint-Laurent-de-Mure des tombes anciennes, au lieudit le Bois du Baron.
Au cours de la Révolution française, la commune porta provisoirement le nom de Mure-la-Fontaine.

### Histoire postale
Au XIXe siècle et jusqu'en 1967 Saint-Laurent-de-Mure est une localité de l'Isère. Ceci est notamment attesté par les premières marques postales du département. Plus précisément un bureau de direction est créé en 1844. Les lettres sont alors affranchies par un cachet à date portant le numéro de département 37 (l'actuel numéro d'Indre-et-Loire). Par la suite, en 1852, le bureau reçoit un losange petits chiffres de numéro 3148 et enfin en 1862 un cachet gros chiffres  3705. Pour les collectionneurs, la cote de ces différents plis varie entre l'indice logarithmique D et E.

## Héraldique
| Blason de Saint-Laurent-de-Mure | La ville dispose d'un blason, dont la description est: D'azur à la ville fortifiée de quatre tours d'argent, ouverte et maçonnée de sable, dominée par le clocher d'une église aussi d'argent accosté de deux étoiles d'or, au chef du même chargé d'un dauphin d'azur loré et barbé de gueules. |

## Politique et administration

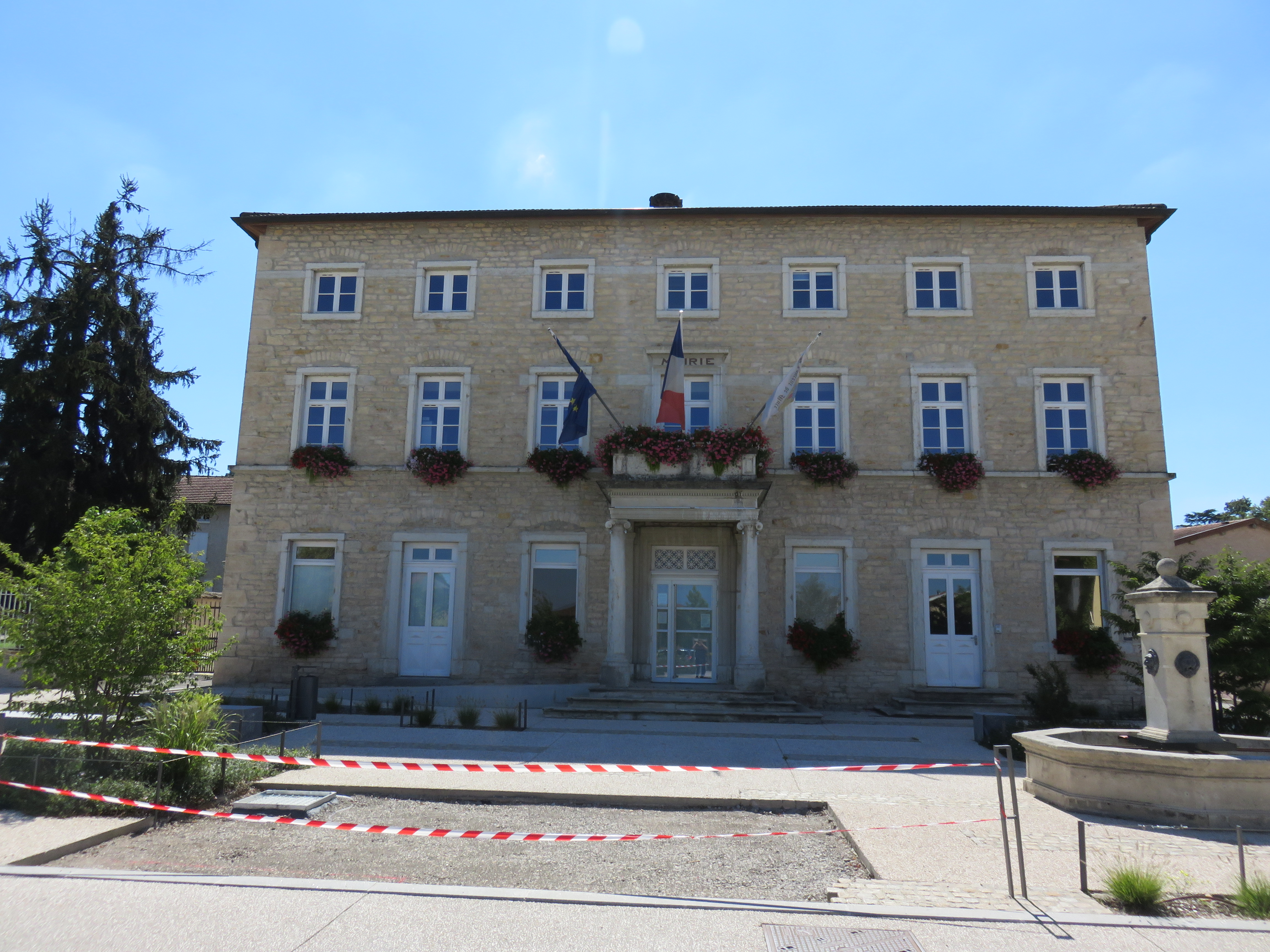
Mairie.

Initialement rattachée au département de l'Isère et au canton d'Heyrieux, la commune de Saint-Laurent-de-Mure est rattachée au département du Rhône par la loi no 67-1205 du 29 décembre 1967. Elle est augmentée par la même loi de parcelles distraites de la commune de Satolas-et-Bonce.
Dans le département du Rhône, la commune rejoint le canton de Meyzieu puis, à compter des élections cantonales de 2015, le canton de Genas.

### Liste des maires
| Période                                  | Période                       | Identité                     | Étiquette    | Qualité |
| ---------------------------------------- | ----------------------------- | ---------------------------- | ------------ | --- |
| 1800                                     | 1815                          | Claude Bied                  |              | Notaire |
| 1815                                     | 1843                          | Alphonse Coche (1789-1879)   |              | Propriétaire Petit-fils de Claude Bied |
| 1843                                     | 1848                          | Jean Buisson                 |              | Marchand boucher |
| 1848                                     | 1857                          | Alphonse Coche (1789-1879)   |              | Propriétaire |
| 1858                                     | 1861                          | Claude Dulaquais             |              | |
| 1862                                     | 1865                          | Alphonse Coche (1789-1879)   |              | Propriétaire |
| 1865                                     | 1870                          | Claude Dulaquais             |              | |
| 1870                                     | 1877                          | Jean Deschamps               |              | |
| 1877                                     | 1878                          | Thomas Buisson               |              | |
| 1878                                     | 1881                          | Antoine Danon                |              | |
| 1881                                     | 1895 (décès)                  | Antoine Ripert               |              | |
| septembre 1895                           | mai 1904                      | Jean-Pierre Max              |              | |
| mai 1904                                 | août 1910 (décès)             | Marius Dulaquais (1856-1910) |              | Cultivateur, ancien premier adjoint Chevalier de l'Ordre du Mérite Agricole (1908) |
| 1910                                     | mai 1912                      | François Cumin               |              | |
| mai 1912                                 | décembre 1919                 | Alexandre Roussillon         |              | |
| décembre 1919                            | mai 1925                      | Joannès Reverdet (1863-1942) |              | Avocat puis procureur de la République |
| mai 1925                                 | 1943                          | Louis Fenoud                 |              | |
| 1943                                     | mai 1953                      | Marcel Baconnier (1893-1972) |              | Commerçant |
| mai 1953                                 | mars 1970 (décès)             | Victor Broizat (1901-1970)   | DVG          | Ancien charron Conseiller général du canton d'Heyrieux (1961 → 1967) |
| mars 1970                                | 1971                          | Robert Bonnet                |              | Responsable industrialisation internationale, adjoint (1965 → 1970) |
| mai 1971                                 | mars 1989                     | Roger Revellin (1923-1993)   |              | Conseiller régional de Rhône-Alpes |
| mars 1989                                | janvier 2007 (décès)          | Didier Sondaz (1948-2007)    | RPR puis UMP | Médecin généraliste Président de la CC de l'Est lyonnais (2001 → 2007) Réélu en 1995 et 2001 |
| janvier 2007                             | mai 2020                      | Christiane Guicherd (1956- ) | UMP-LR       | Conseillère en formation continue Conseillère générale du canton de Meyzieu (2014 → 2015) Conseillère départementale du canton de Genas (2015 → 2021) 2e vice-présidente du conseil départemental (2015 → 2021) 2e vice-présidente de la CC de l'Est lyonnais (2014 → 2020) Réélue en 2008 et 2014 |
| mai 2020                                 | En cours (au 30 janvier 2025) | Patrick Fiorini (1954- )     | DVD          | Chef d'entreprise 6e vice-président de la CC de l'Est lyonnais (2020 → ) |
| Les données manquantes sont à compléter. |                               |                              |              | |

## Démographie
L'évolution du nombre d'habitants est connue à travers les recensements de la population effectués dans la commune depuis 1793. Pour les communes de moins de 10 000 habitants, une enquête de recensement portant sur toute la population est réalisée tous les cinq ans, les populations de référence des années intermédiaires étant quant à elles estimées par interpolation ou extrapolation. Pour la commune, le premier recensement exhaustif entrant dans le cadre du nouveau dispositif a été réalisé en 2004.

En 2022, la commune comptait 5 651 habitants, en évolution de +5,04 % par rapport à 2016 (Rhône : +3,93 %, France hors Mayotte : +2,11 %).
| 1793  | 1800  | 1806  | 1821  | 1831  | 1836  | 1841  | 1846  | 1851  |
| ----- | ----- | ----- | ----- | ----- | ----- | ----- | ----- | ----- |
| 1 696 | 1 207 | 1 094 | 1 089 | 1 141 | 1 223 | 1 230 | 1 310 | 1 250 |

| 1856  | 1861  | 1866  | 1872  | 1876  | 1881  | 1886  | 1891  | 1896  |
| ----- | ----- | ----- | ----- | ----- | ----- | ----- | ----- | ----- |
| 1 215 | 1 225 | 1 265 | 1 226 | 1 208 | 1 071 | 1 111 | 1 055 | 1 006 |

| 1901 | 1906  | 1911 | 1921 | 1926 | 1931 | 1936 | 1946 | 1954 |
| ---- | ----- | ---- | ---- | ---- | ---- | ---- | ---- | ---- |
| 956  | 1 013 | 933  | 779  | 801  | 824  | 762  | 791  | 927  |

| 1962  | 1968  | 1975  | 1982  | 1990  | 1999  | 2004  | 2006  | 2009  |
| ----- | ----- | ----- | ----- | ----- | ----- | ----- | ----- | ----- |
| 1 073 | 1 527 | 2 498 | 3 336 | 4 513 | 4 694 | 4 745 | 4 855 | 5 056 |

| 2014  | 2019  | 2022  | - | - | - | - | - | - |
| ----- | ----- | ----- | - | - | - | - | - | - |
| 5 397 | 5 458 | 5 651 | - | - | - | - | - | - |

La chute de population de 1793 à 1800 est due à la création de la commune de Saint-Bonnet-de-Mure le 10 mai 1800, à l'époque le 20 floréal An VIII.

## Transports en commun

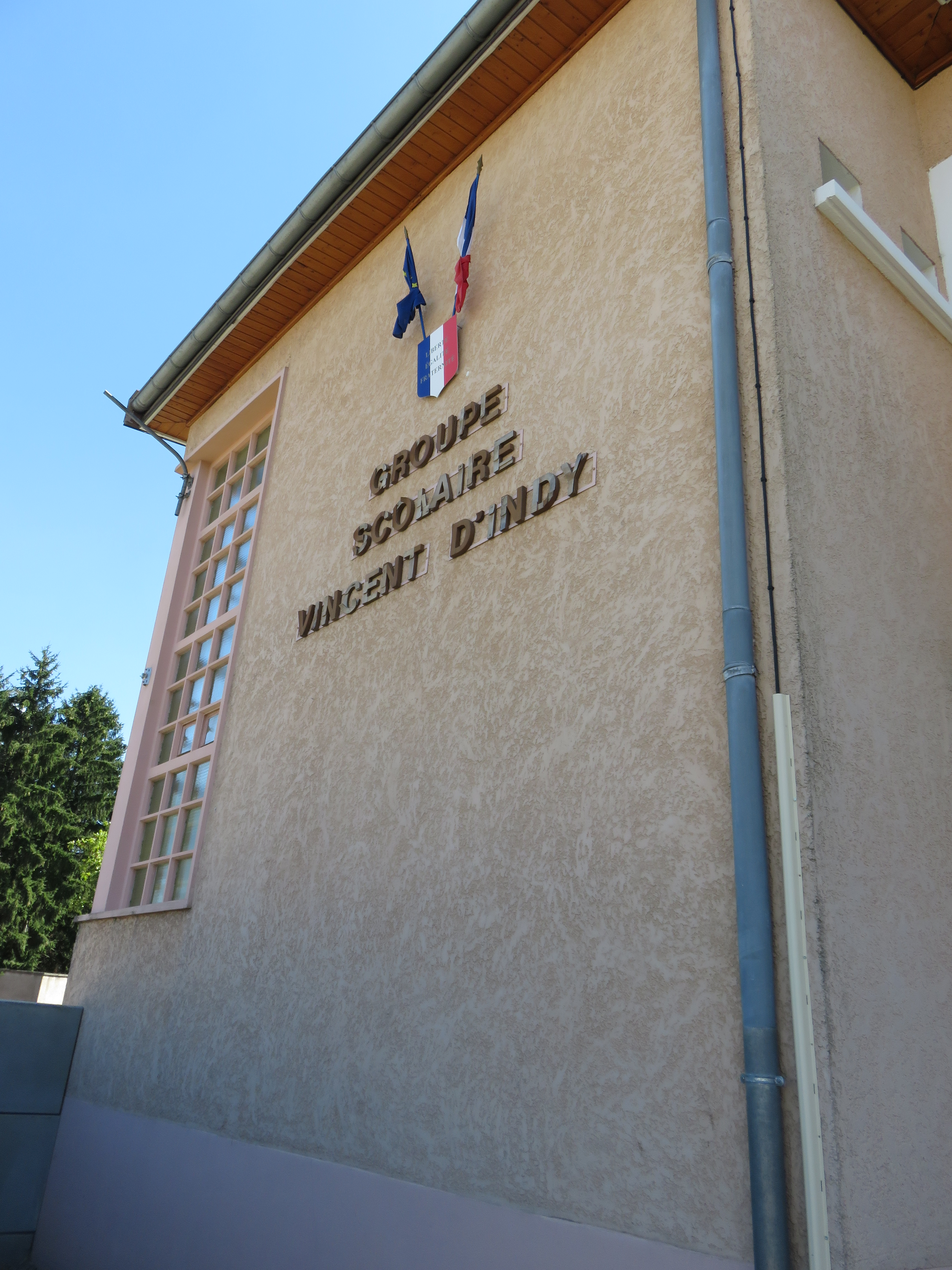
Le groupe scolaire Vincent d'Indy.

La commune est desservie depuis le 31 août 2015 par le réseau TCL du SYTRAL. Le réseau Les Cars du Rhône ne dessert donc plus Saint-Laurent-de-Mure. En revanche la numérotation de la ligne reste inchangée par le changement du réseau.
La ligne   relie Lyon Grange-Blanche à Colombier-Saugnieu Les Salines par la RN6 ;
La ligne   relie la zone d’activité (Maréchal Juin) à Meyzieu Z.I. par l’aéroport Saint-Exupéry.
Les lignes Junior Direct (JD) à vocation scolaire : JD18, JD25, JD27, JD150, JD253 et JD333

## Lieux et monuments
- Le puits du Billon.
- Le cimetière La Ville, datant de 1835.
- L'église paroissiale.
- Le château delphinal.
- La chapelle de Poulieu.
- Le prieuré de Poulieu.
- Le relais de poste.
- la pierre à cupule du bois du recou (proche de Bonce, cote 293)

## Jumelages

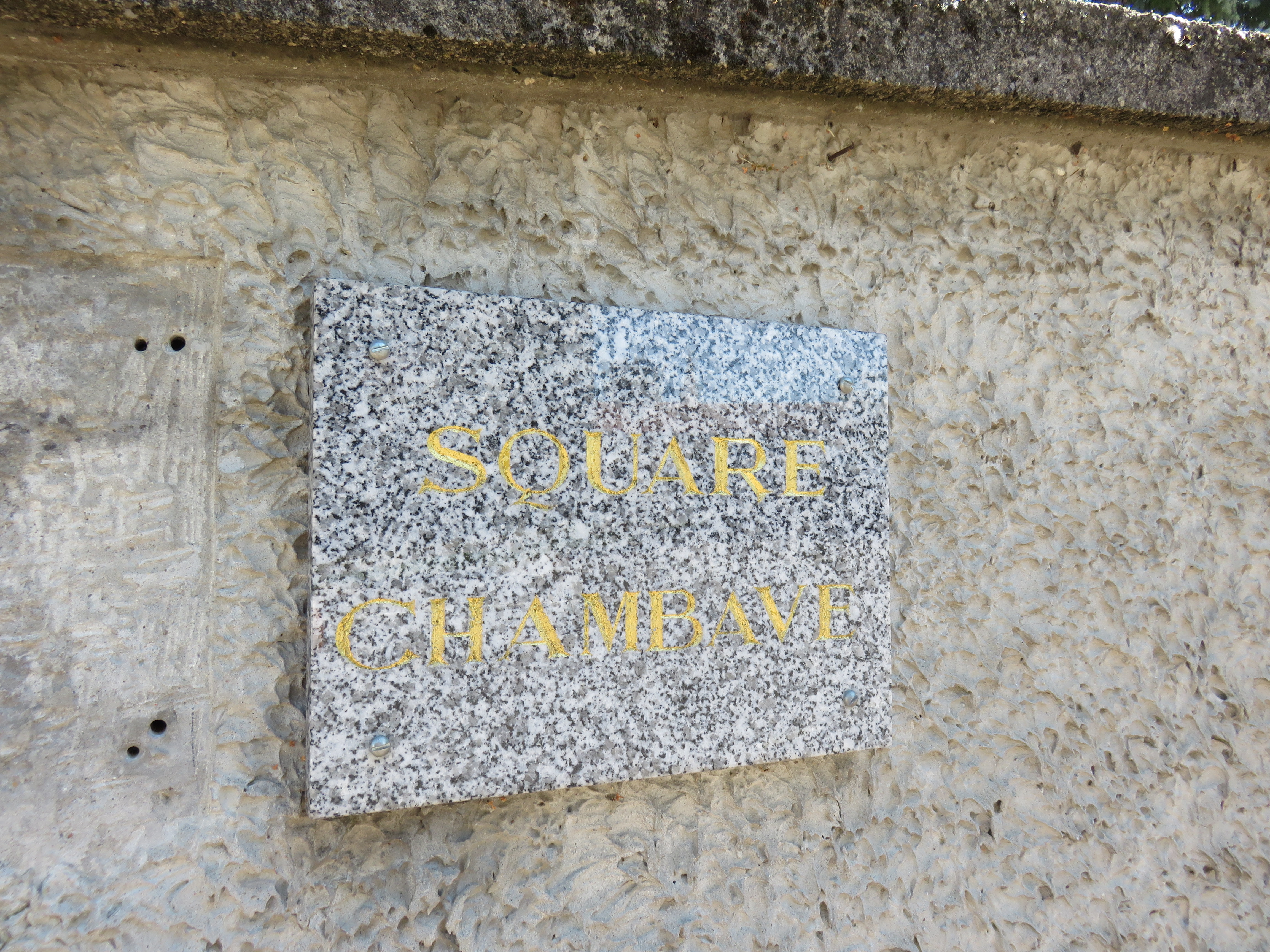
La plaque du square Chambave, nommé en hommage au jumelage.

- Chambave (Italie).

## Personnalités liées à la commune
- Michael Jones (1952 - ), musicien, auteur-compositeur.
- Jean-Baptiste Poncet (1827-1901) portraitiste et peintre d'histoire, né à Saint-Laurent-de-Mure.